# Penicillium pittii
Penicillium pittii är en svampart som beskrevs av Quintan. 1985. Penicillium pittii ingår i släktet Penicillium och familjen Trichocomaceae.   Inga underarter finns listade i Catalogue of Life.